# Walenty Duracz
Walenty Duracz – działający w XVII wieku przedsiębiorca związany z Kielcami.
Pochodził znad Kamiennej. Założył kuźnicę Walkowa, był także właścicielem kuźnic w Rudzie Strawczyńskiej i Adamowie. Do Kielc przybył około 1613 roku, położył duże zasługi w przemyśle tego miasta, co spowodowało, że uzyskał szlachectwo. W 1625 przeznaczył dla Bractwa Różańcowego 100 złotych, natomiast 1 marca następnego roku wstąpił do tej wspólnoty wraz z żoną Zofią. 10 marca 1645 roku został wyznaczony przez Tomasza Adamowskiego na prokuratora w sporze z Janem Śliwskim. Miał co najmniej czworo dzieci.